# 革新的なヨーロッパの創造
革新的なヨーロッパの創造（かくしんてきなヨーロッパのそうぞう、英語: Creating an Innovative Europe）、通称アホ・レポート(Aho report)は、2006年に公表された報告書である。前フィンランド首相であるエスコ・アホを議長とする4人の専門家により作成された。報告は他地域に比べて技術革新に消極的な欧州は持続が困難になっていると指摘し、革新を受容する市場の構築、研究開発財源の強化、より柔軟な組織構造といった各方面からの対策を提唱している。

## 経緯
2000年3月、リスボンで開催された欧州理事会において各国首脳は、2010年までに欧州に世界で最も競争力がある知識基盤社会を構築するとする戦略目標の設定に合意した。リスボン戦略と呼ばれるこの戦略は、生産性や成長率でアメリカに差をつけられた欧州経済の問題への対処を企図したものであった。しかし2004年に行われた中間評価では、目標が総花的で、中には相互に矛盾する目標が設定されていることに加えて、加盟国間の調整も図られておらず、進捗が遅れていると指摘された。
戦略見直しの機運が高まる中、2005年10月、イギリスのハンプトン・コートでEU首脳の非公式協議が行われた。協議において各国は、中印の台頭に対抗するために革新を受け入れる環境の醸成が必要であるとの認識で一致した。協議の後、欧州委員会科学・研究担当委員のヤネス・ポトチュニックはフィンランド国立研究開発基金総裁のアホを呼び、この問題の検討を要請した。これに応じて、アホを議長とする専門家委員会が2006年1月に提出した報告書が「革新的なヨーロッパの創造」である。

## 専門家委員会
報告は以下の専門家委員会により検討された。肩書は当時のものである。
- エスコ・アホ（議長） – 元フィンランド首相、フィンランド国立研究開発基金(SITRA)総裁[6]
- ジョー・コルヌ – アルカテル・テレコム元COO
- ルーク・ジョルジュ[7]（審査官） – マンチェスター大学 マンチェスター・ビジネス・スクール
- アントニ・スビラ[8] – IESEビジネススクール（バルセロナ）

## 要旨
報告は欧州が情報通信技術活用の遅れによる低い生産性、伝統産業偏重による研究開発活動の他地域への流出、といった問題を抱えており、域内人口の高齢化もあって、国際競争の激化する中で持続不可能な状況に陥っていると指摘している。
報告は、状況の打開には革新的な製品やサービスを受け入れる市場の創造が必要であるとし、需給双方へ向けた各種の対策を展開することにより市場醸成を促進するよう求めている。政策の展開は戦略領域となり得る分野に集中すべきだとし、対象分野として「e-ヘルス」「医薬品」「運輸とロジスティックス」「環境」「デジタルコンテンツ」「エネルギー」「セキュリティ」を挙げている。報告はこうした政策の展開にあたり、研究開発予算の総額は増大させるが、優先度の低い分野に対しては抑制すること、また資金や人材を地理的条件や組織の境界を越えて柔軟に移動できるよう環境を整備することを求めている。